# Saint-Éloi (Nièvre)
Saint-Éloi è un comune francese di 2 120 abitanti situato nel dipartimento della Nièvre nella regione della Borgogna-Franca Contea.

## Società

### Evoluzione demografica
Abitanti censiti